# Glenallachie
Glenallachie ist eine Whiskybrennerei bei Aberlour, Banffshire, Schottland, Großbritannien.

## Geschichte
Glenallachie wurde 1967 von Mackinlay McPherson Ltd. – einem Tochterunternehmen der Scottish & Newcastle Breweries Ltd. – gegründet. William Delmé Evans war der Architekt. 1985 wurden Glenallachie und die Brennerei Isle of Jura an Invergordon Distillers verkauft. 1987 wurde Glenallachie geschlossen, nachdem schon zwei Jahre lang nicht mehr produziert wurde. 1989 übernahmen Campbell Distillers (Pernod Ricard) die Brennerei, erhöhten die Anzahl der Brennblasen von zwei auf vier und nahmen die Produktion wieder auf. Im Jahr 2017 wurde die Brennerei von Chivas Brothers (Pernod Ricard) an ein Konsortium rund um Billy Walker verkauft und firmiert seither als The GlenAllachie Distillers Company Limited. Im Juni 2023 hat die Brennerei eine 600.000 Pfund umfassende Modernisierung des Besucherzentrums abgeschlossen. 2024 hat die Brennerei ein Rebranding durchgeführt. Dadurch erhielten die Abfüllungen eine neue Optik und limitierte Sonderabfüllungen wurden fortan unter dem Namen "Wood Collection" zusammengefasst. Mit dem Rebranding wurde zudem der Slogan "whisky in good hands" eingeführt.

## Produktion
Das Wasser der zur Region Speyside gehörenden Brennerei stammt vom Burn Water (Quellen vom Ben Rinnes). Das Malz kommt von fremden Mälzereien. Die Brennerei verfügt über einen Maischbottich (mash tun) (9,5 Tonnen) aus Edelstahl und sechs Gärbottiche (wash backs) (je 60.000 l). Destilliert wird in zwei wash stills (je 36.369 l) und zwei spirit stills (je 23.911 l), die durch Dampf erhitzt werden.

## Abfüllungen
Glenallachie ist vor allem Bestandteil der bekannten Blends Clan Campbell und House of Lords. Als Original-Abfüllung kam im Jahr 2005 ein Single Malt aus dem Jahr 1989 in der Cask Strength Edition von Chivas Brothers heraus. Im März 2018 brachte der neue Besitzer die ersten Abfüllungen auf den Markt. Über 3.500 50cl Flaschen wurden als Special Edition Single Cask Whiskys abgefüllt, alle in Fassstärke und mit Preisen von £ 200 bis £ 699.